# Höflein (Stammbach)
Höflein ist ein Gemeindeteil der Marktes Stammbach im Landkreis Hof (Oberfranken, Bayern). Höflein liegt in der Gemarkung Fleisnitz.

## Geografie
Südlich der Einöde steht eine Kandelaberfichte, die als Naturdenkmal ausgezeichnet ist. Eine Gemeindeverbindungsstraße führt nach Fleisnitz zur Kreisstraße HO 20 (1,4 km nördlich) bzw. nach Tennersreuth (1,4 km westlich).

## Geschichte
Höflein wurde in der ersten Hälfte des 19. Jahrhunderts auf dem Gemeindegebiet von Fleisnitz gegründet. 1938 erfolgte die Eingemeindung nach Stammbach.

### Einwohnerentwicklung
| Jahr      | 1855  | 1861   | 1871   | 1885   | 1900   | 1925   | 1950   | 1961   | 1970   | 1987  |
| Einwohner |       | 6      | 6      | 5      | 5      | 5      | 6      | 6      | 4      | 6     |
| Häuser    | 1     |        |        | 1      | 1      | 1      | 1      | 1      |        | 1     |
| Quelle    | [ 7 ] | [ 10 ] | [ 11 ] | [ 12 ] | [ 13 ] | [ 14 ] | [ 15 ] | [ 16 ] | [ 17 ] | [ 1 ] |

## Religion
Höflein ist evangelisch-lutherisch geprägt und bis heute nach St. Maria (Stammbach) gepfarrt.